# Hondroitin sulfat
Hondroitin sulfat je sulfatisani glikozaminoglikan (GAG) sastavljen od lanca naizmeničnih šećera (-acetilgalaktozamina i glukuronske kiseline). On se obično nalazi vezan za proteine kao deo proteoglikana. Hondroitinski lanac može da ima preko 100 individualnih šećera, od kojih svaki može da bude sulfatisan u promenljivim pozicijama i količinama. Hondroitin sulfat je strukturna komponenta hrskavice, koja daje znatan doprinos njenoj otpornosti na pritisak. Zajedno sa glukozaminom, hondroitin sulfat je postao široko korišćeni prehrambeni dodatak za lečenje osteoartritisa.

## Terminologija
Hondroitin sulfat je izolovan znatno pre nego što je njegova struktura bila okarakterisana, te se stoga terminogija vremenom menjala. Rani istraživači su označavali različite frakcije supstance slovima.
| Sloven oznake       | Mesto sulfacije                              | Sistematsko ime       |
| Hondroitin sulfat A | ugljenik 4 N-acetilgalaktozaminskog (GalNAc) šećera | hondroitin-4-sulfat   |
| Hondroitin sulfat C | ugljenik 6 šećera                            | hondroitin-6-sulfat   |
| Hondroitin sulfat D | ugljenik 2 glukuronske kiseline i 6 šećera   | hondroitin-2,6-sulfat |
| Hondroitin sulfat E | ugljenik 4 i 6 šećera                        | hondroitin-4,6-sulfat |

"Hondroitin sulfat B" je staro ime za dermatan sulfat, koji se više ne klasifikuje kao forma hondroitin sulfata. Hondroitin, bez „sulfata“, se koristio za opisivanje frakcija sa malo ili bez sulfacije. Međutim, tu distinkciju ne koriste svi.
Mada ime „hondroitin sulfat“ sugeriše so sa sulfatnim anjonom, to nije slučaj, jer je sulfat kovalentno vezan za šećer. Umesto toga, pošto molekul ima više negativnih naelektrisanja na fiziološkom pH, katjon je prisutan u solima hondroitin sulfata. Komercijalni preparati hondroitin sulfata tipično su soli natrijuma.

## Struktura
Hondroitin sulfatni lanci su nerazgranati polisaharidi različite dužine koji sadrže dva naizmenična monosaharida: D-glukuronsku kiselinu (GlcA) i N-acetil-D-galaktozamin (GalNAc). Neki GlcA ostaci su epimerizovani u L-iduronsku kiselinu (IdoA); rezultujući disaharid se onda naziva dermatan sulfat.

## Literatura
1. ↑  Baeurle SA, Kiselev MG, Makarova ES, Nogovitsin EA (2009). „Effect of the counterion behavior on the frictional–compressive properties of chondroitin sulfate solutions”. Polymer. 50 (7): 1805—1813. doi:10.1016/j.polymer.2009.01.066.
2. ↑  P. A. Levene & F. B. La Forge (1913). „On Chondroitin Sulphuric Acid”. J. Biol. Chem. 15: 69—79. Free PDF online Архивирано на веб-сајту  (5. новембар 2008)
3. ↑  Chondroitin+sulfates на 
4. ↑  Davidson EA, Meyer K (1954). „Chondroitin, a new mucopolysaccharide”. J Biol Chem. 211 (2): 605—11. PMID 13221568. Free PDF online Архивирано на веб-сајту  (22. септембар 2008)
5. ↑  Barnhill JG, Fye CL, Williams DW, Reda DJ, Harris CL, Clegg DO (2006). „Chondroitin product selection for the glucosamine/chondroitin arthritis intervention trial”. J Am Pharm Assoc (Wash DC). 46 (1): 14—24. PMID 16529337.

## Spoljašnje veze
- Opšte informacije o glukozaminu i hondroitin sulfatu
- Pregled proizvoda: Suplementi za zglobove (glukouamin, hondroitin, i MSM) Архивирано на веб-сајту  (20. август 2008)